# Olympische Sommerspiele 1996/Leichtathletik – 50 km Gehen (Männer)

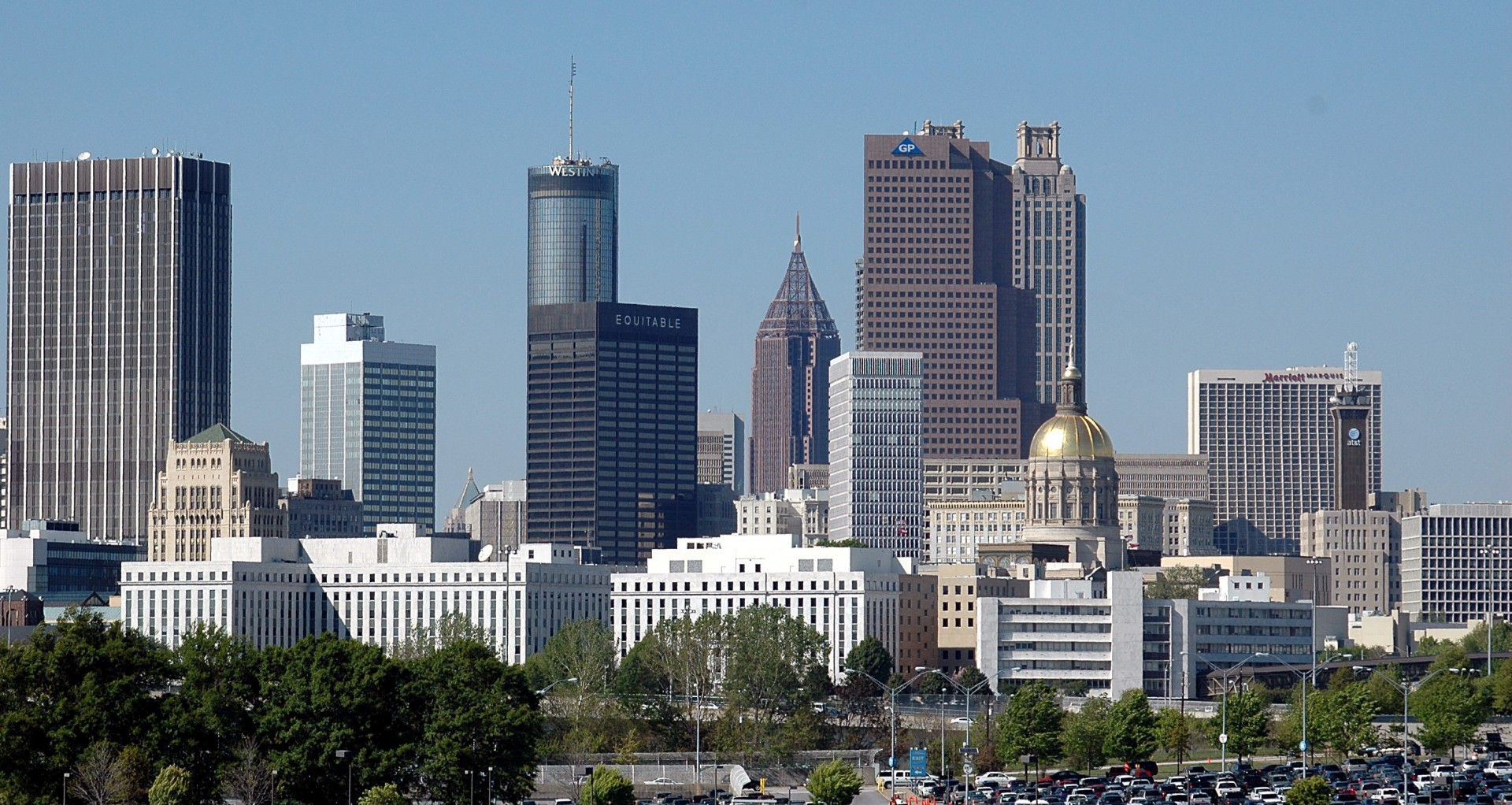
Die Skyline von Atlanta

Das 50-km-Gehen der Männer bei den Olympischen Spielen 1996 in Atlanta wurde am 2. August 1996 ausgetragen. 51 Athleten nahmen teil, 36 erreichten das Ziel.
Olympiasieger wurde der Pole Robert Korzeniowski. Er gewann vor dem Russen Michail Schtschennikow und dem Spanier Valentí Massana.
Für Deutschland starteten Axel Noack, Thomas Wallstab und Ronald Weigel. Noack belegte Rang zwölf und Wallstab Rang fünfzehn. Weigel gab das Rennen auf.

Der Schweizer Pascal Charrière erreichte das Ziel auf Platz 31.

Athleten aus Österreich und Liechtenstein nahmen nicht teil.

## Aktuelle Titelträger
| Olympiasieger 1992                      | Andrei Perlow ( EUN)                        | 3:50,13 h                                   | Barcelona 1992                              |
| Weltmeister 1995                        | Valentin Kononen ( Finnland)                | 3:43:42 h                                   | Göteborg 1995                               |
| Europameister 1994                      | Waleri Spizyn ( Russland)                   | 3:41:07 h                                   | Helsinki 1994                               |
| Panamerikanischer Meister 1995          | Carlos Mercenario ( Mexiko)                 | 3:47:55 h                                   | Mar del Plata 1995                          |
| Zentralamerika und Karibik-Meister 1995 | 50-km-Gehen nicht im Meisterschaftsprogramm | 50-km-Gehen nicht im Meisterschaftsprogramm | 50-km-Gehen nicht im Meisterschaftsprogramm |
| Südamerika-Meister 1995                 | 50-km-Gehen nicht im Meisterschaftsprogramm | 50-km-Gehen nicht im Meisterschaftsprogramm | 50-km-Gehen nicht im Meisterschaftsprogramm |
| Asienmeister 1995                       | 50-km-Gehen nicht im Meisterschaftsprogramm | 50-km-Gehen nicht im Meisterschaftsprogramm | 50-km-Gehen nicht im Meisterschaftsprogramm |
| Afrikameister 1996                      | 50-km-Gehen nicht im Meisterschaftsprogramm | 50-km-Gehen nicht im Meisterschaftsprogramm | 50-km-Gehen nicht im Meisterschaftsprogramm |
| Ozeanienmeister 1994                    | 50-km-Gehen nicht im Meisterschaftsprogramm | 50-km-Gehen nicht im Meisterschaftsprogramm | 50-km-Gehen nicht im Meisterschaftsprogramm |

## Bestehende Bestleistungen / Rekorde
Weltrekorde wurden im Straßengehen außer bei Meisterschaften und Olympischen Spielen wegen der unterschiedlichen Streckenbeschaffenheiten nicht geführt.
| Weltbestzeit       | 3:37:41 h | Andrei Perlow ( Sowjetunion)         | Leningrad, Russland | 5. August 1989     |
| Olympischer Rekord | 3:38:29 h | Wjatscheslaw Iwanenko ( Sowjetunion) | OS Seoul, Südkorea  | 30. September 1988 |

Der bestehende olympische Rekord wurde bei diesen Spielen nicht erreicht. Der polnische Olympiasieger Robert Korzeniowski blieb mit seinen 3:43:30 h um 5:01 min über diesem Rekord. Zur Weltbestzeit fehlten ihm 5:49 min.

## Streckenführung
Der Startpunkt lag im Centennial Olympic Stadium, in dem zunächst zwei Runden zurückzulegen waren. Anschließend führte der Weg aus dem Stadion heraus und unterquerte auf der Georgia Avenue den Interstate 85. Gleich danach bog die Strecke nach links auf die Central Avenue ab. Hier begann ein Rundkurs von zwei Kilometern Länge, der 24-mal zu absolvieren war. Dabei verlief die Route zuerst nach rechts auf einen großen Parkplatz, der umrundet wurde. Dann ging es wieder rechts auf die Central Avenue, anschließend weiter nordwärts zum Wendepunkt und wieder zurück zur Parkplatzeinfahrt. Nach Abschluss der letzten Runde führte die Strecke wieder zurück zum Stadion, wo das Ziel lag.

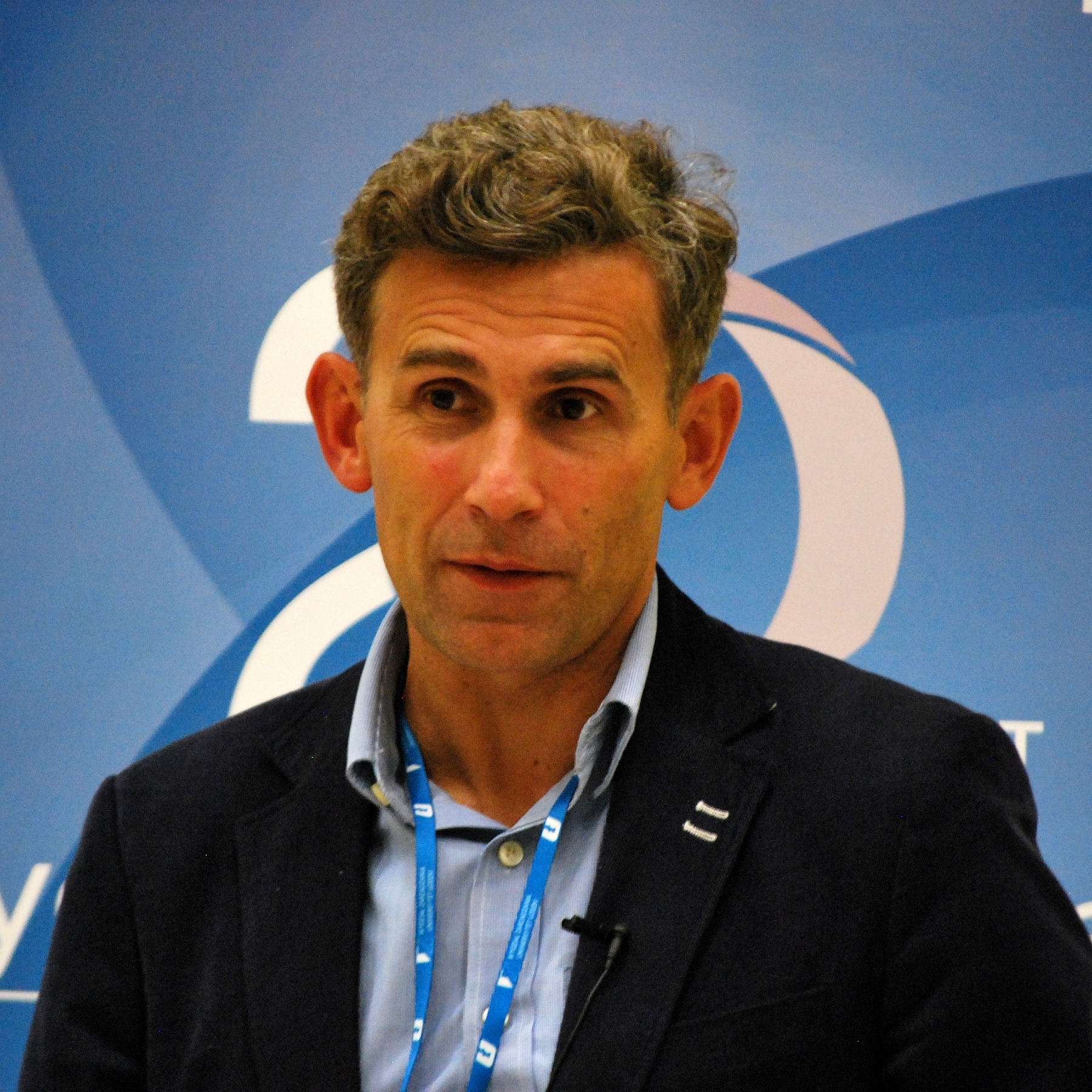
Olympiasieger Robert Korzeniowski
(hier im Jahr 2014)

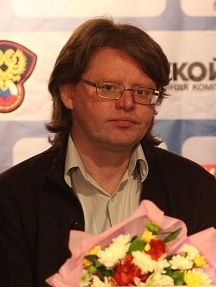
Silbermedaillengewinner Michail Schtschennikow

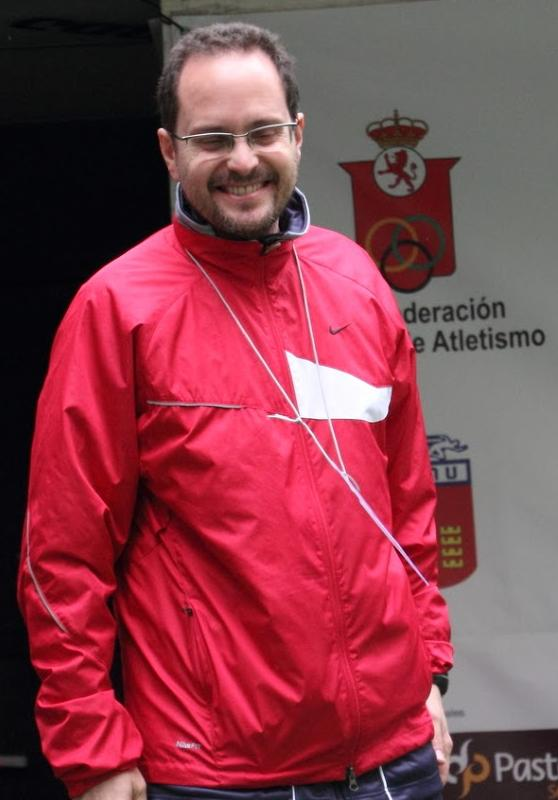
Bronzemedaillengewinner Valentí Massana

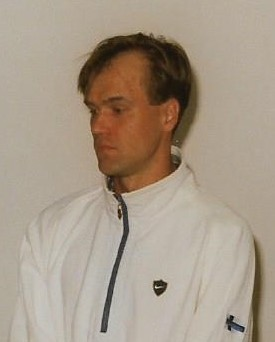
Der siebtplatzierte Valentin Kononen

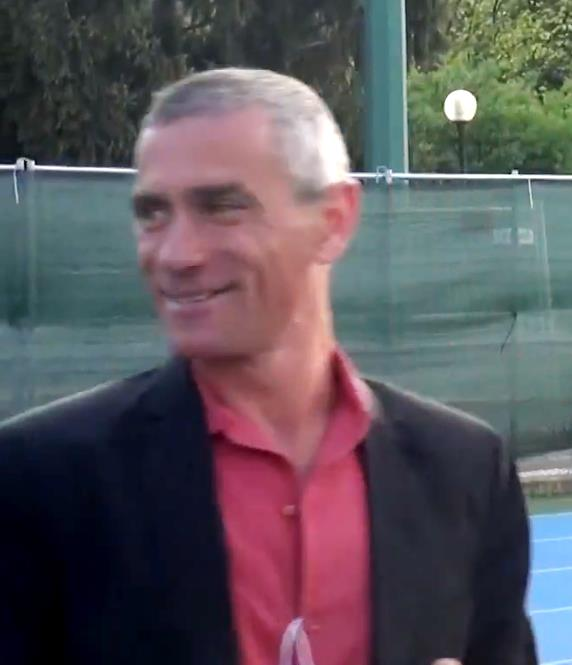
Giovanni Perricelli (hier im Jahr 2015) belegte Rang dreizehn

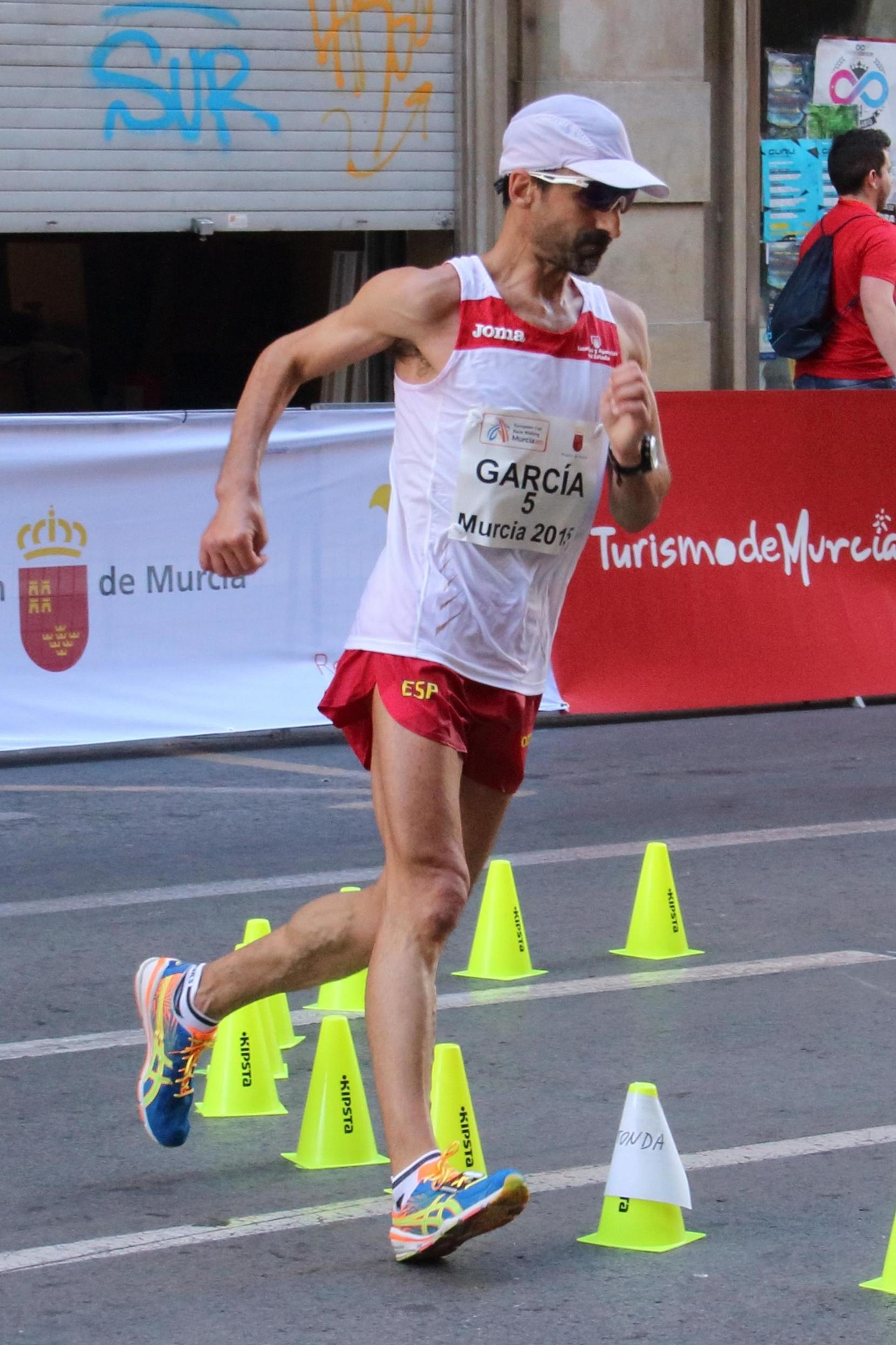
Jesús Ángel García (Foto: 2015) gab kurz nach Kilometer vierzig auf

| Zwischenzeiten      | Zwischenzeiten | Zwischenzeiten                                     | Zwischenzeiten |
| Zwischenzeit- Marke | Zwischenzeit   | Führende(r)                                        | 10-km-Zeit     |
| ------------------- | -------------- | -------------------------------------------------- | -------------- |
| 10 km               | 45:44 min      | Jesús Ángel García und Valentí Massana             | 45:44 min      |
| 20 km               | 1:31:10 h00    | Valentí Massana                                    | 45:26 min      |
| 30 km               | 2:16:10 h00    | Tim Berrett mit zehnköpfiger Spitzengruppe         | 45:00 min      |
| 40 km               | 3:00:06 h00    | Robert Korzeniowski mit fünfköpfiger Spitzengruppe | 43:54 min      |
| 50 km               | 3:43:30 h00    | Robert Korzeniowski                                | 43:24 min      |

## Ergebnis
26. Juli 1996, 7:30 Uhr
| Platz | Athlet                 | Land                | Zeit (min) |
| ----- | ---------------------- | ------------------- | ---------- |
| 01    | Robert Korzeniowski    | Polen               | 3:43:30    |
| 02    | Michail Schtschennikow | Russland            | 3:43:46    |
| 03    | Valentí Massana        | Spanien             | 3:44:19    |
| 04    | Arturo Di Mezza        | Italien             | 3:44:52    |
| 05    | Wiktor Ginko           | Belarus             | 3:45:27    |
| 06    | Ignacio Zamudio        | Mexiko              | 3:46:07    |
| 07    | Valentin Kononen       | Finnland            | 3:47:40    |
| 08    | Sergej Korepanow       | Kasachstan          | 3:48:42    |
| 09    | Daniel García          | Mexiko              | 3:50:05    |
| 10    | Timothy Berrett        | Kanada              | 3:51:28    |
| 11    | Aleksandar Raković     | BR Jugoslawien      | 3:51:31    |
| 12    | Axel Noack             | Deutschland         | 3:51:55    |
| 13    | Giovanni Perricelli    | Italien             | 3:52:31    |
| 14    | Zhang Huiqiang         | Volksrepublik China | 3:53:10    |
| 15    | Thomas Wallstab        | Deutschland         | 3:54:48    |
| 16    | Héctor Moreno          | Kolumbien           | 3:54:57    |
| 17    | Julio César Urías      | Guatemala           | 3:56:27    |
| 18    | Germán Sánchez         | Mexiko              | 3:57:47    |
| 19    | René Piller            | Frankreich          | 3:58:00    |
| 20    | Roman Mrázek           | Slowakei            | 3:58:20    |
| 21    | Štefan Malík           | Slowakei            | 3:58:40    |
| 22    | Jaime Barroso          | Spanien             | 4:01:09    |
| 23    | Modris Liepiņš         | Lettland            | 4:01:12    |
| 24    | Allen James            | USA                 | 4:01:18    |
| 25    | Nikolai Matjuchin      | Russland            | 4:01:49    |
| 26    | Andrzej Chylinski      | USA                 | 4:03:13    |
| 27    | Miloš Holuša           | Tschechien          | 4:03:16    |
| 28    | Martial Fesselier      | Frankreich          | 4:04:42    |
| 29    | Tadahiro Kosaka        | Japan               | 4:05:57    |
| 30    | Antero Lindman         | Finnland            | 4:07:58    |
| 31    | Patrick Charrière      | Schweiz             | 4:10:20    |
| 32    | Peter Tichý            | Slowakei            | 4:10:55    |
| 33    | Craig Barrett          | Neuseeland          | 4:15:15    |
| 34    | Christopher Maddocks   | Großbritannien      | 4:18:41    |
| 35    | Daugvinas Zujus        | Litauen             | 4:23:35    |
| 36    | José Magalhaes         | Portugal            | 4:27:37    |
| DNF   | Giovanni De Benedictis | Italien             |            |
| DNF   | Duane Cousins          | Australien          |            |
| DNF   | Jesús Ángel García     | Spanien             |            |
| DNF   | Jani Lehtinen          | Finnland            |            |
| DNF   | Jauhen Missjulja       | Belarus             |            |
| DNF   | Andrei Plotnikow       | Russland            |            |
| DNF   | Wytalyj Popowytsch     | Ukraine             |            |
| DNF   | Hubert Sonnek          | Tschechien          |            |
| DNF   | Ronald Weigel          | Deutschland         |            |
| DSQ   | Simon Baker            | Australien          |            |
| DSQ   | Hugo López             | Guatemala           |            |
| DSQ   | Mao Xinyuan            | Volksrepublik China |            |
| DSQ   | Herman Nelson          | USA                 |            |
| DSQ   | Thierry Toutain        | Frankreich          |            |
| DSQ   | Zhao Yongsheng         | Volksrepublik China |            |
| DNS   | Fedosei Ciumacenco     | Moldau              |            |

## Starterfeld
Im Favoritenfeld fanden sich viele Namen von Gehern, die bei den letzten großen Meisterschaften weit vorne gelegen hatten. Zu ihnen gehörten in erster Linie der amtierende Weltmeister Valentin Kononen aus Finnland, der Vizeweltmeister und EM-Dritte von 1994 Giovanni Perricelli aus Italien, der polnische WM-Dritte Robert Korzeniowski, der Spanier Jesús Ángel García, EM-Vierter und WM-Fünfter, sowie der französische Vizeeuropameister Thierry Toutain.

## Wettbewerbsverlauf
Zusammen mit seinem bisher beim 20-km-Gehen erfolgreichen Landsmann Valentí Massana setzte sich García früh vom Feld ab. Die beiden erarbeiteten sich einen deutlichen Vorsprung vor ihren Konkurrenten. Bis Kilometer dreißig schlossen einige Geher auf und es bildete sich eine zehnköpfige Spitzengruppe mit etwa einer halben Minute Vorsprung auf den Russen Michail Schtschennikow. Weitere Verfolger lagen bereits eine knappe Minute hinter dem Führungsfeld zurück. Nun wurde das Tempo verschärft und die Spitzengruppe verkleinerte sich auf den nächsten zehn Kilometern auf sechs Geher. Dies waren Korzeniowski, Jesús García, Massana, die beiden Mexikaner Ignacio Zamudio und Daniel García sowie der Weißrusse Wiktor Ginko. Eine knappe halbe Minute zurück folgte weiterhin Schtschennikow, der fünf Sekunden vor Kononen lag. Nicht weit vor Kilometer vierzig zog Korzeniowski das Tempo noch einmal an. Einzig Massana konnte zunächst folgen. Wenig später gab Jesús García das Rennen auf. Korzeniowski setzte sein hohes Tempo fort und ließ jetzt auch Massana hinter sich. Die aus der zuvor noch bestehenden Spitzengruppe verbliebenen drei Geher Zamudio, Ginko und Daniel García verloren nun schnell an Boden. Massana dagegen hielt sich weiter gut auf Position zwei. Von hinten näherte sich allerdings Schtschennikow. Er zog abgesehen von Korzeniowski an allen Gehern vor ihm vorbei und kam sogar fast noch an den führenden Polen heran. Doch Robert Korzeniowski rettete einen Vorsprung von sechzehn Sekunden und erreichte die Ziellinie als Olympiasieger vor Michail Schtschennikow, für den es erst der zweite Start auf der langen Distanz war. Valentí Massana kam weitere 33 Sekunden zurück als Dritter ins Ziel. Vierter wurde der Italiener Arturo Di Mezza vor Wiktor Ginko, Ignacio Zamudio und Valentin Kononen.
Robert Korzeniowski gewann die erste polnische Medaille in einem olympischen Gehwettbewerb.

## Videolinks
- 6476 Olympic 1996 50km Walk, youtube.com, abgerufen am 5. Januar 2022
- 50km Atlanta 1996, youtube.com, abgerufen am 3. März 2018